# Баньер-де-Бигор
Баньер-де Бигор (фр. Bagnères-de-Bigorre, окс. Banhèras) — коммуна и супрефектура в юго-западной Франции, в департаменте Верхние Пиренеи, расположенная на реке Адур, в предгорьях Пиреней, недалеко от границы с Испанией.
В Баньер-де-Бигоре родился британский военачальник виконт Аланбрук.
Здесь также находятся ботаническая консерватория Пиреней и термы, поскольку город известен своими минеральными источниками ещё со времён древних римлян, основавших поселение в 28 году до н. э. под именем лат. Vicus Aquensis.
- Большие термы
- Храм Святого Винсента
- Башня якобинцев
- Городское казино

## Уроженцы
- Куртад, Пьер
- Пьерре, Огюст